# Francja Podrównikowa
Francja Podrównikowa (franc. France Équinoxiale) – kolonia francuska założona w pierwszej poł. XVII wieku w okolicach dzisiejszego miasta brazylijskiego São Luís w stanie Maranhão.

## Francuzi w Nowym Świecie
Francuskie imperium kolonialne obejmowało w Nowym Świecieː Nową Francję (franc. Nouvelle France) w Ameryce Północnej i przez okres 12 lat tzw. Francję Antarktyczną (franc. France antartique) na obszarze dzisiejszego Rio de Janeiro. Posiadanie tych terytoriów stało w sprzeczności z wytycznymi dotyczącymi podziału obszarów Nowego Świata między Hiszpanię i Portugalię, zawartymi w bulli papieża Aleksandra VI Inter caetera z 4 maja 1493 roku, i doprecyzowanymi w Traktacie z Tordesillas z 7 czerwca 1494.

## Saint Louis
W 1612 wyruszyła z Cancale w Bretanii francuska ekspedycja pod wodzą Daniela de La Touche. W wyprawie wzięło udział 500 Francuzów. De la Touche, który już w 1604 odkrył wybrzeże na północnym krańcu dzisiejszego stanu Maranhão, ufortyfikował osadę, nazywając ją na cześć św. Ludwika Króla – Saint Louis. Jest to jedyna stolica stanu brazylijskiego założona przez kolonistów francuskich. Wśród przybyłych z Francji osadników byli kapucyni, którzy odprawili pierwszą mszę w osadzie 8 września. Kolonia francuska w São Luís rozwijała się do 1615 roku. Francuzi zostali wyparci przez uzbrojonych Portugalczyków pod wodzą Alexandre de Moura z Pernambuco. Po 1620 miasto zaczęło rozwijać się ponownie w związku z osiedlaniem się Portugalczyków. Jego ekonomia opierała się na uprawie trzciny cukrowej i wyzysku niewolników.  
Francuzi podejmowali kolejne próby osadnictwa na północ od kolonii portugalskich w latachː 1626, 1635, 1643 oraz w 1645 roku. Kolonie nie funkcjonowały dobrze, były źle zarządzane. Dopiero w 1674 roku, gdy tereny obecnej Gujany Francuskiej przeszły pod bezpośredni zarząd władz państwowych, ukonstytuowała się stała forma obecności francuskiej na terenie Ameryki Południowej.